# Shivmandir
Shivmandir – gaun wikas samiti w zachodniej części Nepalu w strefie Lumbini w dystrykcie Nawalparasi. Według nepalskiego spisu powszechnego z 2001 roku liczył on 3417 gospodarstw domowych i 17476 mieszkańców (9119 kobiet i 8357 mężczyzn).